# 赫雷宾卡
赫雷宾卡（烏克蘭語：Гребінка，羅馬化：Hrebinka，發音：[ɦreˈb⁽ʲ⁾in.kɐ]），或按俄语译为格列标恩卡、格列比翁卡，是乌克兰波尔塔瓦州盧布尼區赫雷宾卡市镇内的城市及该市镇的行政中心，2020年7月18日前为赫雷賓卡區的行政中心。該市距離州府波尔塔瓦164公里，始建於1895年，面積9平方公里，海拔高度114米，2022年人口数量为10,541人。

## 图集

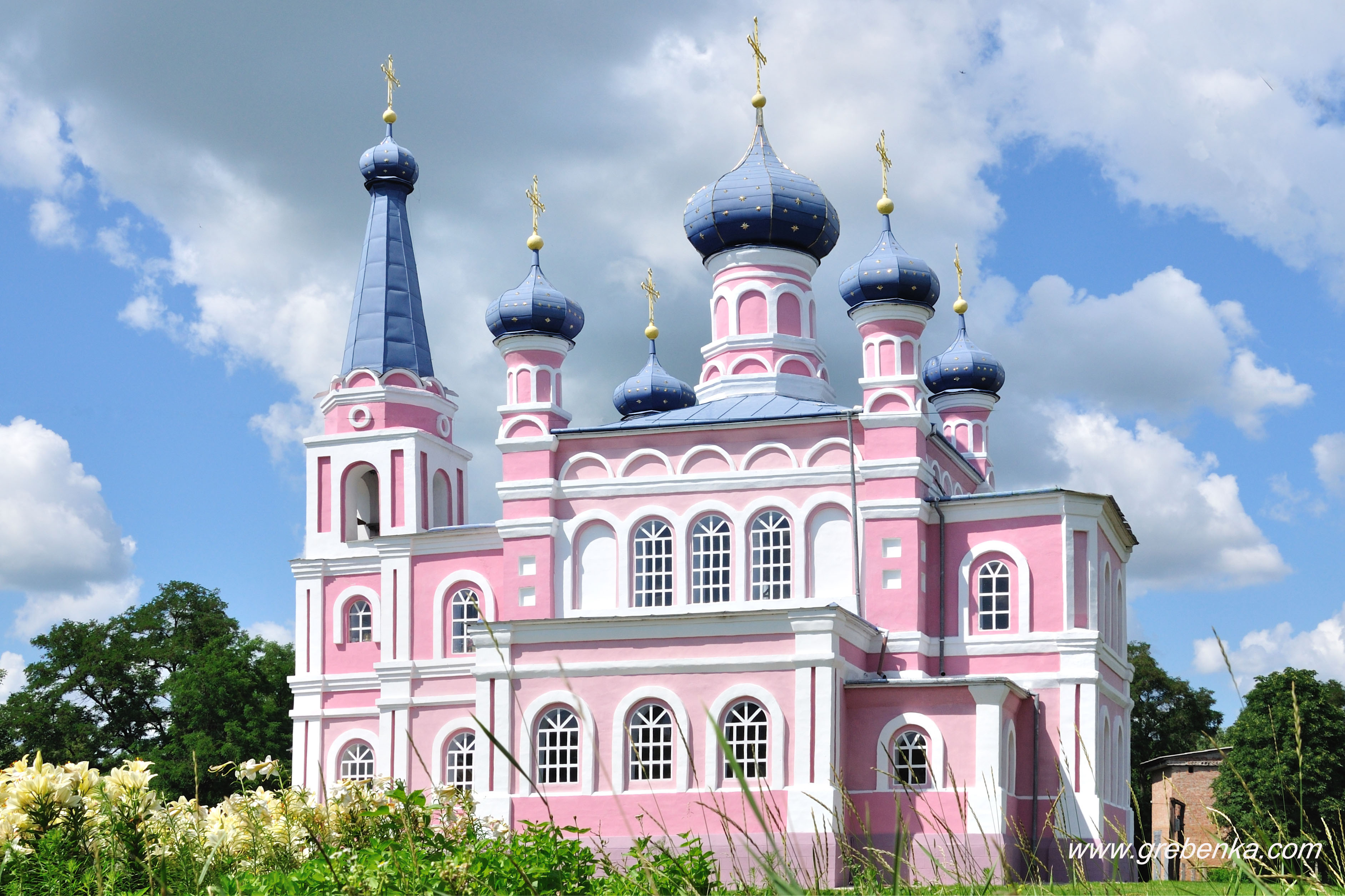
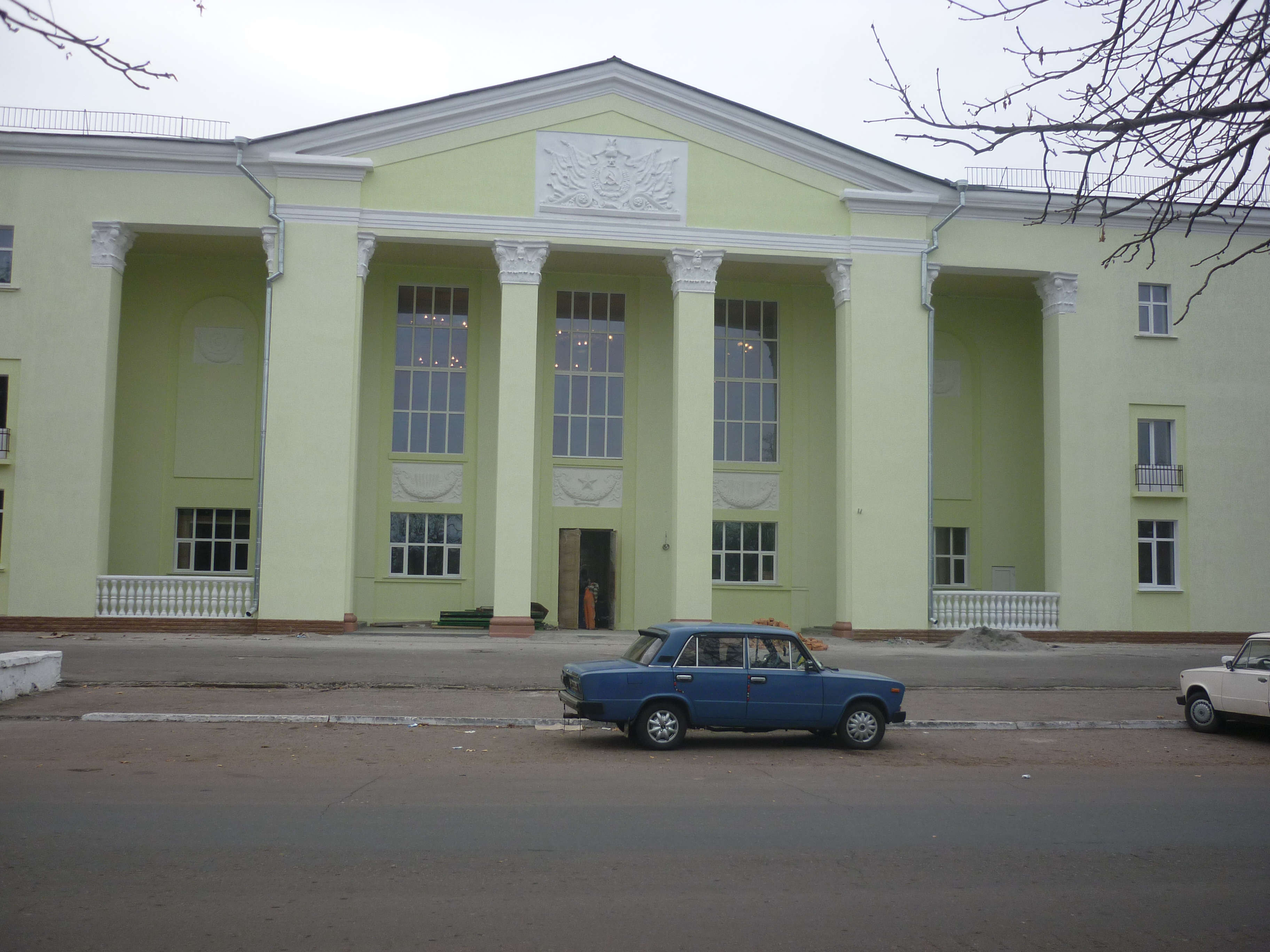
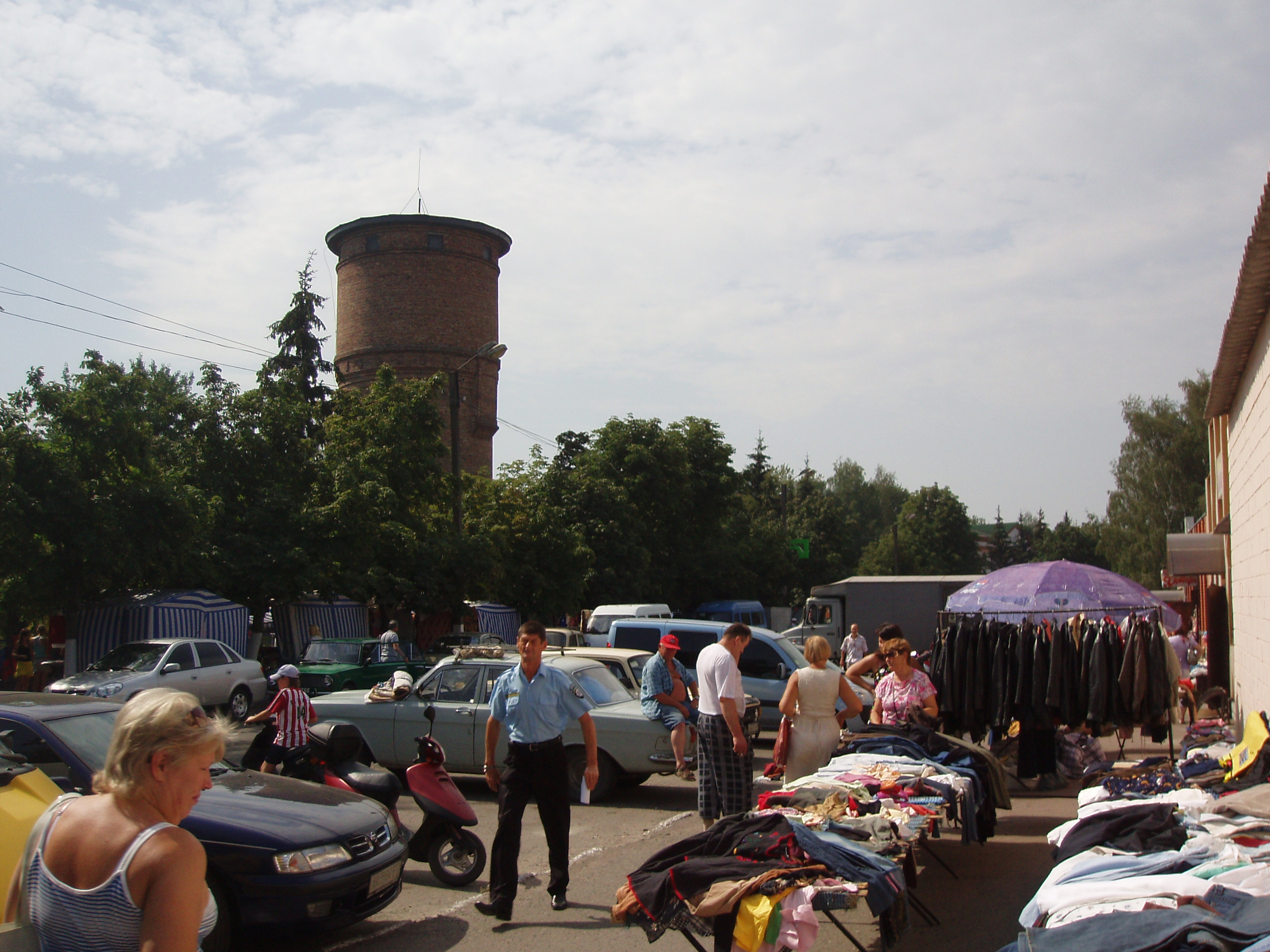
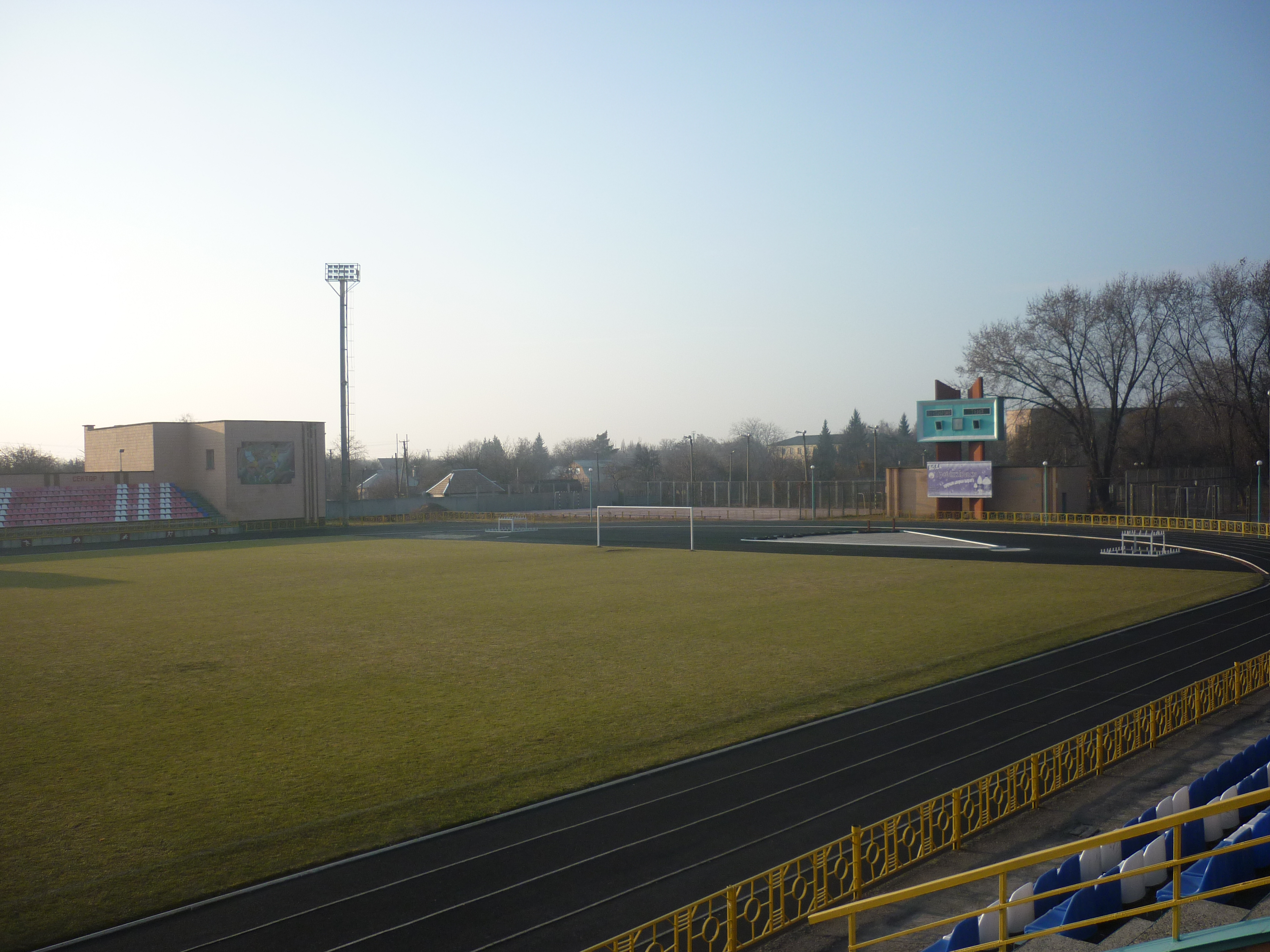
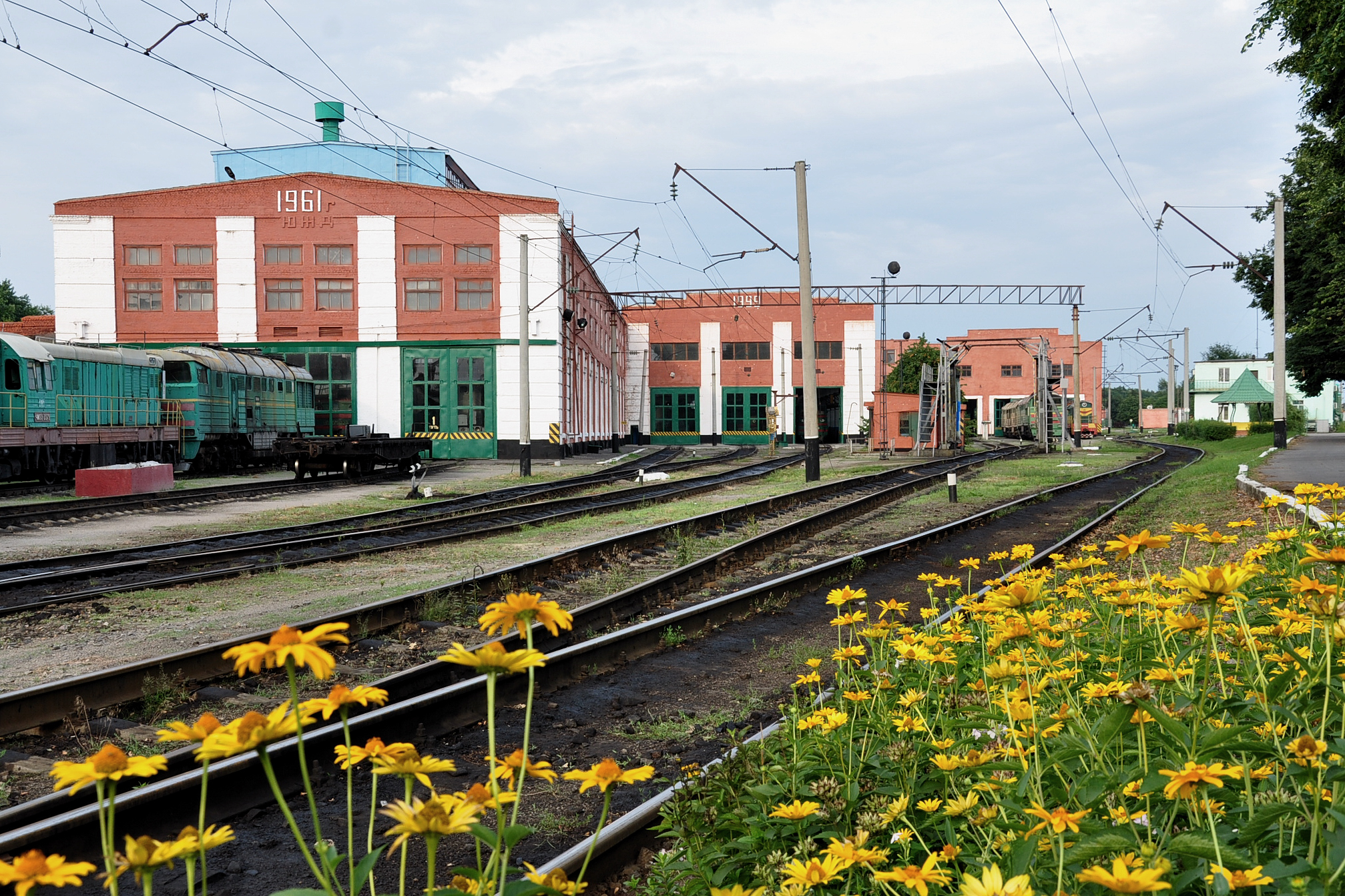

## 備註
1. ↑  俄语：，羅馬化：Grebyonka